# Хижаки (фільм, 2010)
«Хижаки» (англ. Predators) — американський фантастичний фільм жахів 2010 року режисера Німрода Антала. Стрічка є наступною частиною франшизи «Хижак» та продовженням фільмів Хижак, Хижак 2, Чужий проти Хижака і Чужі проти Хижака: Реквієм. Продюсер Роберт Родрігес, який спершу планував сам відзняти картину, повідомив, що назва обрана за аналогією до назви другої частини серії фільмів «Чужий» і стосується обох груп персонажів стрічки. Зйомки проходили на Гаваях та у Техасі. Бюджет картини склав 40 млн. доларів, а у прокаті стрічка зібрала 105 мільйонів. Прем'єра відбулась 8 липня. Слогани фільму: «Страх відроджується» і «Найнебезпечніші убивці на планеті… але це не їхня планета».
У фільмі розповідається про групу людей, яких іншопланетяни висадили на своїй планеті як чергову мисливську здобич. Проте вони виявились спроможними дати відсіч. Однак більша частина їх все ж гине у протистоянні.

## Сюжет
Ройс падає на парашуті у незнайомі джунглі, де зустрічає кількох озброєних людей: снайперки Ізабель з Ізраїля, бандита Кучільйо з Мексики, спецназівця Миколи з Росії, офіцера Момбасу зі Сьєрра-Леоне, засудженого Стенса з Каліфорнії, члена якудзи Хандзо та доктора Едвіна. Жоден з них не знає, де вони і як тут опинились. Ройс стає на чолі групи. У джунглях вони знаходять рослини з нейротоксинами, пастки та мертвого солдата з Зелених беретів. Вийшовши на пагорб, вони бачать на небі кілька небесних тіл і розуміють, що знаходяться не на Землі.
Групу атакують кілька чотириногих істот, яких хтось направляв. Ройс вирішує, що ця планета заповідник дичини, де полювання на людей — своєрідна гра. Група вирушає на крик Кучільйо, але знаходить його тіло. Голос був використаний для того, щоб заманити їх у пастку. Йдучи слідами чотириногих істот, люди знаходять спійманого хижака. На них нападають три більших чужопланетянина і вбивають Момбасу, який потрапив до пастки, а іншим вдається втекти. Ізабель згадує, що з одним з таких прибульців люди стикались у 1987 році в Гватемалі, тому військові мають їх характеристики.
Тепер вони зустрічають Ноланда, який багато років виживав на цій планеті, ховаючись у закинутій буровій установці. Він підтверджує припущення Ройса. Хижаки збирають тут найнебезпечніших супротивників з різних планет і тренуються, полюючи на них. Між більшими і меншими за розміром істотами існує ворожнеча. Дізнавшись про це, Ройс вирішує звільнити баченого ними Хижака, сподіваючись, що він тоді допоможе людям втекти звідси, використавши космічний корабель. Однак Ноланд намагається вбити групу вночі. Ройс зчиняє галас, який приваблює Хижаків і ті вбивають Ноланда. Миколай підриває себе разом з одним з нападників. Інший прибулець вбиває Стенса, але гине у сутичці з Хандзо, який також смертельно поранений.
Едвін потрапляє у пастку. Поки Ізабель рятує його, Ройс вирушає до меншого Хижака і звільняє. Вони прямують до корабля, але більший прибулець вбиває меншого і знищує корабель. Тим часом Едвін паралізує Ізабель знайденим нейротоксином і говорить, що на Землі був убивцею, а тут прилаштується до життя серед чудовиськ. Повертається Ройс і вбиває Едвіна. З його тіла і гранат він робить пастку для Хижака. Проте Ройсу доводиться вступити з ним у сутичку. Нарешті людям вдається вбити супротивника. Вони вирішують знайти інший шлях додому. На планету ж скидають наступну партію здобичі.

## Акторський склад
- Едрієн Броді — найманець Ройс, колишній американський військовослужбовець
- Алісе Брага — Ізабель, снайпер ізраїльської армії
- Тофер Грейс — Едвін, лікар та убивця-психопат
- Олег Тактаров — Микола Саров, майор російського спецназу, брав участь у Другій чеченській війні
- Волтон Гоггінс — Стенс, в'язень Сан-квентінської тюрми, засуджений до страти
- Луїс Озава Чангчієн — Хандзо, найманий вбивця якудзи
- Магершала Алі — Момбаса, офіцер ескадрону смерті Об'єднаного Революційного Фронту Сьєрра-Леоне
- Денні Трехо — Кучільйо, член мексиканського наркокартелю Лос-Сетас
- Лоуренс Фішборн — Рональд Ноланд, американський солдат кавалерійської дивізії, перебував на цій планеті багато років, ховався заволодів технологіями її хазяїв
- Кері Джонс — Хижак, іншопланетянин, технічно оснащений і озброєний холодною та плазмовою зброєю
- Браян Стіл — Хижак-берсеркер, більший хижак з іншого клану, який виконував функцію загоничого
- Дерек Мірс — Хижак-слідопит, який керував чотириногими істотами/Хижак-сокольник з літаючим створінням